# Kehrwasser

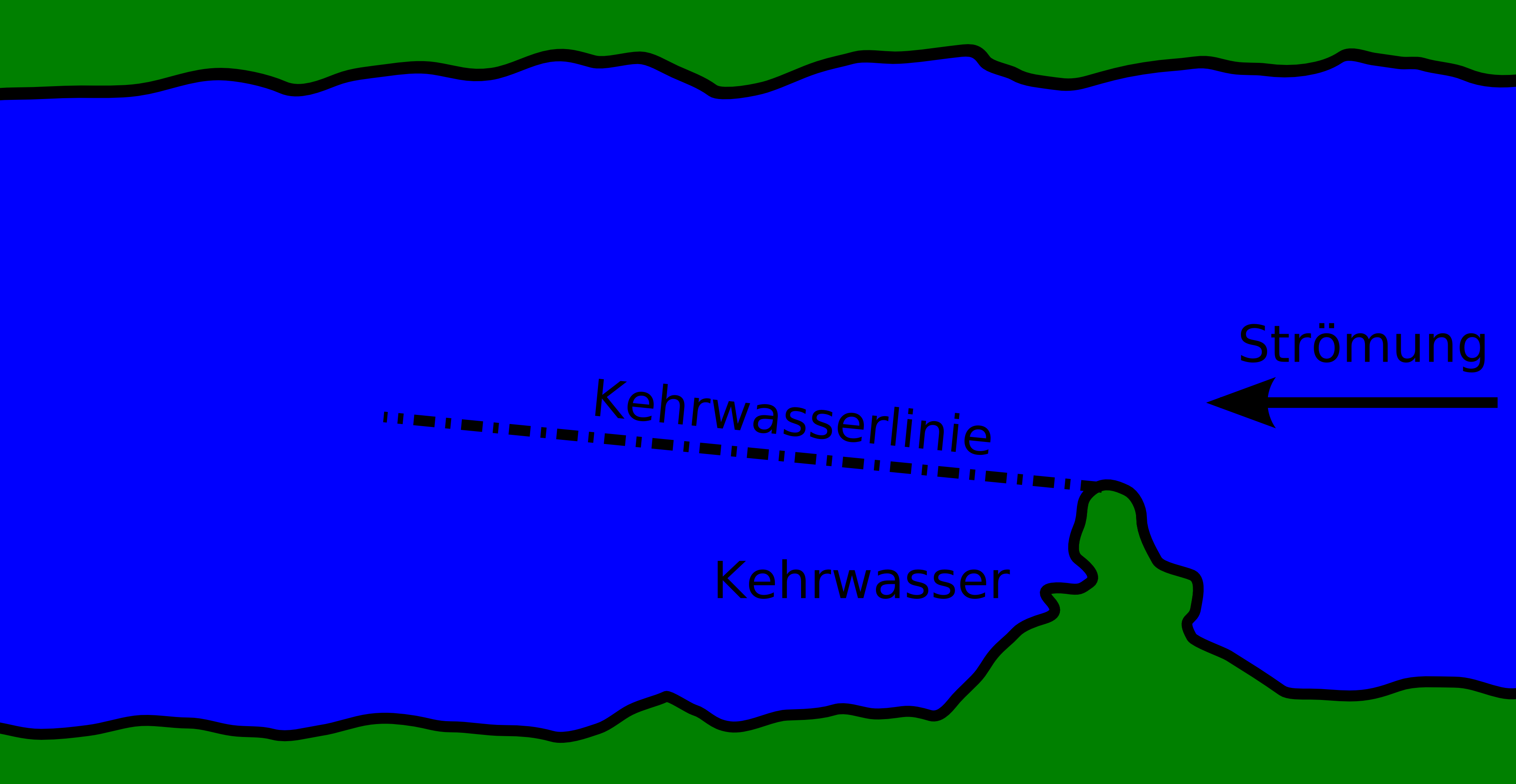
Lage eines Kehrwassers in einem Fluss

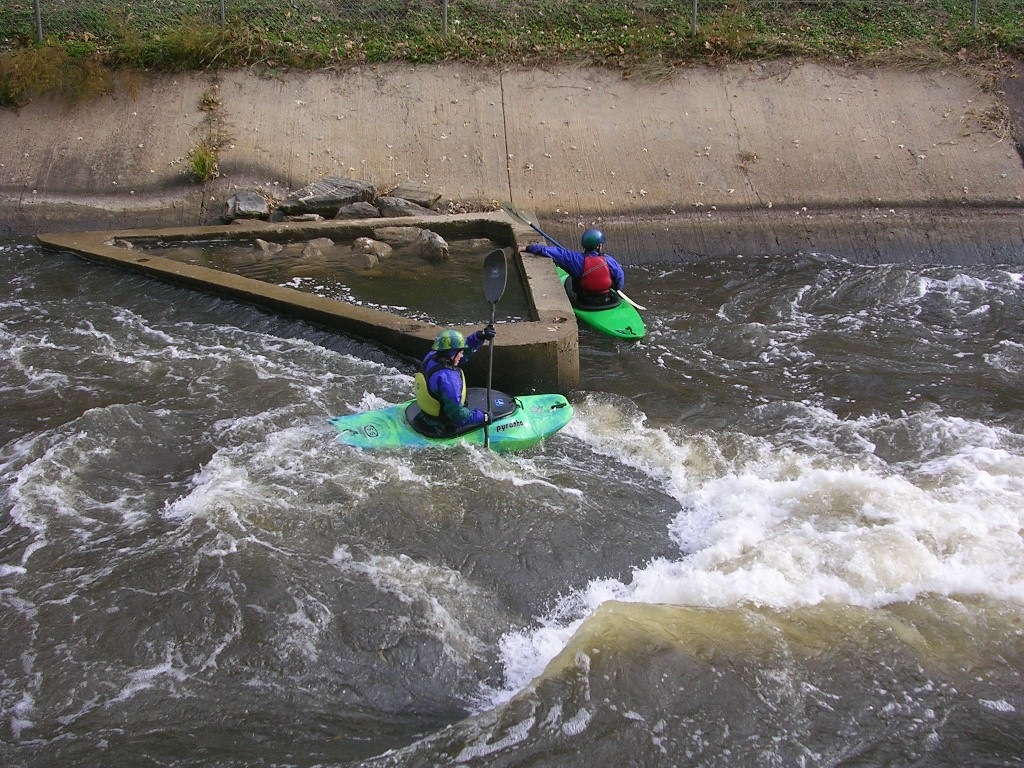
Kehrwasser (obere Bildseite) auf einer Wildwasseranlage

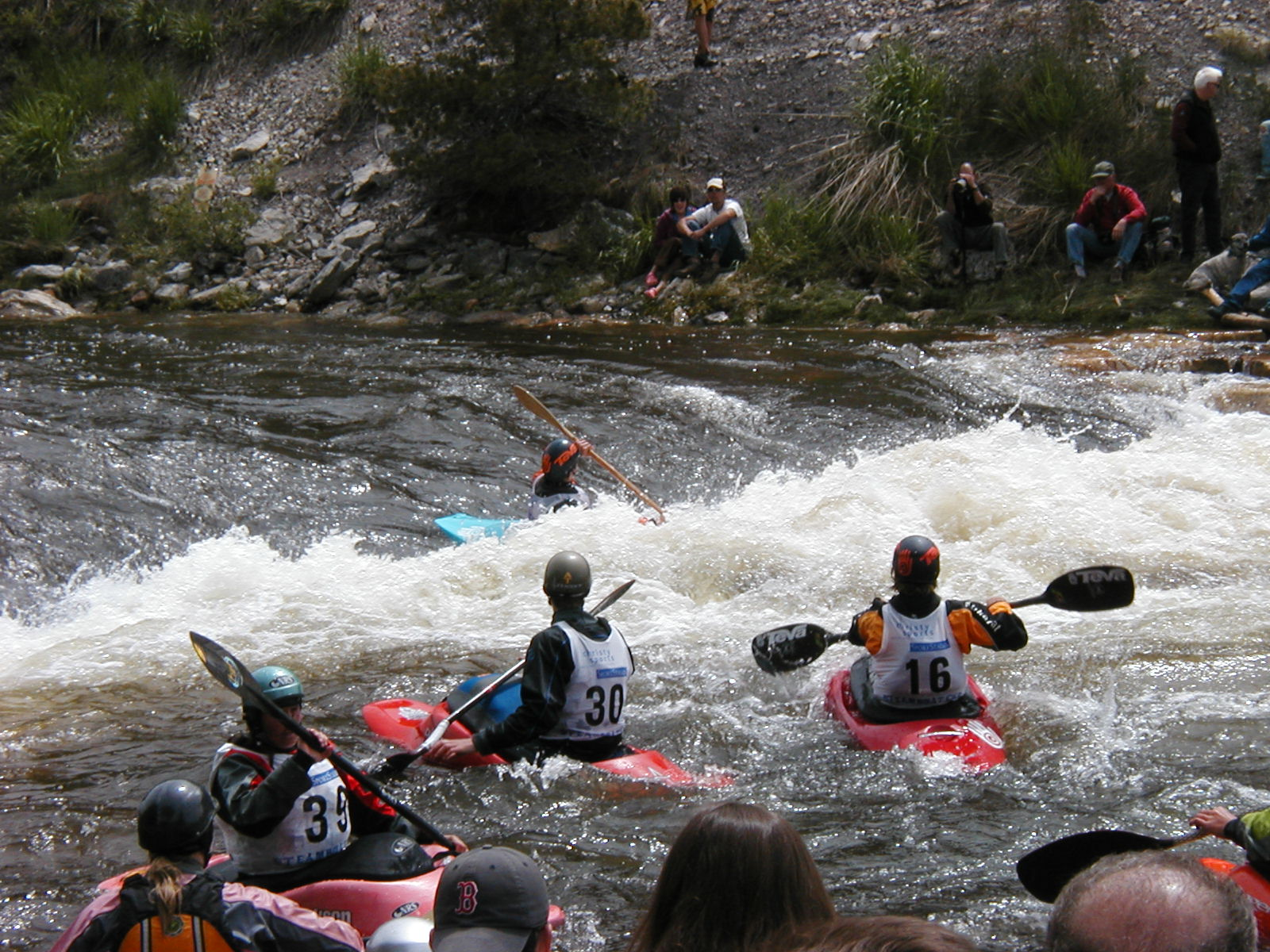
Spielbootfahrer warten im Kehrwasser darauf, eine Walze (oben) zu surfen

Mit dem Begriff Kehrwasser bezeichnet man im Wildwasser Bereiche, in denen sich die Strömung flussaufwärts kehrt oder zumindest stark verlangsamt. Diese „Umkehr“ (oder Verlangsamung) der Fließrichtung des Wassers wird durch Wirbelbildung hinter angeströmten Hindernissen in Fließgewässern hervorgerufen. Die Hindernisse können über der Wasserfläche sichtbar sein oder auch nur unter Wasser die Hauptströmung eines Flusses behindern; in letzterem Fall ist das Kehrwasser weniger stark ausgeprägt und oft schwerer zu erkennen. Insbesondere hinter Strompfeilern kann sich bei entsprechender Strömung das Kehrwasser zu einem Strudel entwickeln.

## Beschreibung
Die Grenze zwischen der Hauptströmung und dem Kehrwasser wird als Verschneidungslinie oder Kehrwasserlinie bezeichnet. Nahe an dem Hindernis, das das Kehrwasser verursacht, (das heißt flussaufwärts) handelt es sich oft tatsächlich um eine klare Linie. Mit zunehmendem Abstand vom Hindernis (das heißt flussabwärts) und allgemein zunehmender Verwirbelung des Strömungswassers weitet sich die Linie indes zu einer Zone verwirbelten Wassers aus. Das Durchfahren der Kehrwasserlinie erfordert wegen der auf das Boot wirkenden unterschiedlichen Strömungen eine spezielle Fahrtechnik (insbesondere Kanten), um an der Grenze zwischen Kehrwasser und Strömung – der sogenannten Verschneidungs- oder Kehrwasserlinie –  ein Kentern des Bootes zu vermeiden.
Aufgrund der oft kreisförmigen Strudelbewegung von Kehrwassern können sich hier Gegenstände wie Treibholz sammeln, die dank wechselnder Wasserstände frei treiben oder am Ufer hängend ins Wasser hineinreichen können. Sie sind oft bei der Anfahrt nicht oder schwer zu sehen und bilden damit eine Gefahr für Paddler. Außerdem befinden sich in Kehrwässern öfter Hindernisse (meist Steine) direkt unter der Wasseroberfläche, die durch die geringere Strömung im Kehrwasser nicht weiterbefördert wurden und die Paddler zum Kentern bringen oder weniger widerstandsfähige Boote beschädigen können.

## Nutzung beim Wildwasserpaddeln
Kehrwässer sind für Wildwasserpaddler geeignet, um aus der Hauptströmung herauszufahren und so die Fahrt zu verlangsamen. Das ist hilfreich für eine kleine Pause, um das Boot für den nächsten Abschnitt in eine gute Ausgangsposition zu steuern oder um sich einen Überblick über den weiteren Flussverlauf zu verschaffen. In Kehrwasser am Ufer lässt sich außerdem leichter und sicherer ein- und aussteigen als im vollen Stromzug.
In Kehrwässern kann außerdem flussaufwärts gefahren werden. An manchen Flussabschnitten erlaubt das Paddlern trotz starker Strömung, einiges an Höhe zu gewinnen: Dazu wird erst in einem Kehrwasser flussaufwärts gepaddelt und dann möglichst schnell in den unteren Bereich eines weiter flussaufwärts gelegenen Kehrwassers gewechselt; dort wird weiter Höhe gewonnen und dann gegebenenfalls in ein noch weiter flussaufwärts gelegenes Kehrwasser gewechselt.
Eine besondere Rolle spielen Kehrwässer beim Spielbootfahren und Squirtboating. Indem durch Kehrwässer das Flussaufwärtsfahren erleichtert wird, erlauben Kehrwässer einerseits, kurze, strömungsintensive Flussabschnitte mehrfach zu befahren, ohne das Boot zu verlassen, oder am Strömungswasser anzuhalten. Insbesondere Surfwellen sind daher besonders beliebt, wenn sie dank eines daneben liegenden Kehrwassers wiederholt befahren werden können. Darüber hinaus nutzen Spiel- und Squirtbootfahrer die Kehrwasserlinien für Tricks, insbesondere das Aufrichten des Bootes (Kerze).